# Júlia Szendrey
Júlia Szendrey (n. 29 decembrie 1828, Keszthely, Comitatul Zala, Ungaria – d. 6 septembrie 1868, Pesta, Austro-Ungaria) a fost o traducătoare și scriitoare maghiară.
A fost soția poetului Sándor Petőfi. Cei doi s-au cunoscut în Transilvania în anul 1846, s-au căsătorit pe 8 septembrie 1847 la Ardud și au petrecut luna de miere la Coltău.

## Copii
A avut un fiu de la primul ei soț, poetul Sándor Petőfi. Acest fiu, Zoltán Petőfi, a murit la vârsta de 21 de ani din cauza unor probleme pulmonare.
A avut patru copii de la al doilea soț, istoricul Árpád Horvát (căsătorie: 20 iulie 1850):
- Attila Horvát (?, 1851 – Pesta, 6 mai 1873) – a murit tânăr, ca și fratele său vitreg, din cauza unei probleme pulmonare;
- Árpád Horvát Jr. (Pesta, 18 iulie 1855 – Budapesta, 3 februarie 1887) – s-a sinucis la o vârstă fragedă din cauza dependenței de droguri;
- Viola Horvát (?, 2 iulie 1857 – ?, în timpul 1857) – a murit în copilărie;
- Ilona Horvát, mai târziu Károlyn Hamvas, apoi Gusztáv Machek (?, 26 iulie 1859 – Budapesta, noiembrie 1944[13] sau Salzburg, 1945).

## Lucrări proprii și traduceri (tipărite)
- Basmele lui Andersen; traducere Julia Szendrey; Lampel, Pesta, 1858
- Basmele lui Andersen; traducere Julia Szendrey; Ed. a II-a; Lampel, Budapesta, 1874
- Petőfi și Juliska lui. Jurnalul Juliei Szendrey și scrisorile către Mari Térey; prefață de Mór Jókai, inv. Béla Róna; Magyar Nők Lapja, Budapesta, 1894
- Jurnalul Juliei Szendrey, căsătorită Petőfi și scrisorile către Mari Térey; prefață de Mór Jókai; Lampel, Budapesta, 1898 (Biblioteca maghiară)
- Povești originale de Júlia Szendrey, căsătorită Petőfi; culegere, note de Mór Bihari, or Károly Mühlbeck; Kunossy-Szilágyi, Budapesta, 1909 (Biblioteca Petőfi)
- Poeziile și jurnalul Júliei Szendrey, căsătorită Petőfi; culege., intra., înregistrează. Mór Bihari; Kunossy-Szilágyi, Budapesta, 1909 (Biblioteca Petőfi)
- Comorile cutiei poștale a Júliei Szendrey / Manuscrisele pierdute ale lui János Arany. manuscrise necunoscute ale lui Sándor Petőfi; ind., notă Lajos Mikes; Lantos, Budapesta, 1928
- Jurnalul necunoscut al Juliei Szendrey, scrisorile și mărturisirea pe patul de moarte; prefață de Margit Bethlen; Genius, Budapesta, 1930.
- Jurnalul și scrisorile Juliei Szendrey, căsătorită Petőfi, către Mari Térey; prefață Mór Jókai; Lampel-Wodianer, Budapesta, 1946.
- „Dacă vei arunca vreodată vălul văduvei...”. Jurnalul Juliei Szendrey, corespondența ei cu iubita și mărturisirea ei pe patul de moarte; ed. Éva Szathmáry, Cicero, Budapesta, 1999.
- „În fiecare zi mai orfani”. jurnalul Juliei Szendrey; redactor Alinka Ajkay, Éva Szentes; EditioPrinceps, Budapesta, 2015 (În oglinda femeilor)
- „În fiecare zi mai orfani”, jurnalul Juliei Szendrey; apăsați comanda. Alinka Ajkay, Éva Szentes; 2. lucra prin. publica.; EditioPrinceps, Budapesta, 2016 (În oglinda femeilor)
- Scrisori de familie. Viața, cariera și corespondența Juliei Szendrey cu Maria Szendrey; sub presă, reg., note. Rita Ratzky; Szépmíves, Budapesta, 2018
- Toate poeziile Juliei Szendrey; sub presă, reg., doc., note. Emese Gyimesi; Contemporan, Budapesta, 2018
- Poveștile și basmele Juliei Szendrey; sub presă, reg., doc., note. Emese Gyimesi; Cercetare Júlia Szendrey, Budapesta, 2021.